# Attu
 Ikke at forveksle med Attu (Alaska).
Attu (grønlandsk for: "Den, der blev berørt"), er en vestgrønlandsk bygd med 226 indbyggere i 2010, beliggende 40 km syd for Kangaatsiaq, 100 km syd for Aasiaat og er en af bygderne i Qeqertalik Kommune. Der er helikopterrute fra Aasiaat hele året og fra maj til september bådforbindelse med postbåd. Attu ligger på en mindre ø med samme navn. Bygden blev grundlagt 1818 som forsøgsstation for garnfangst.
Fiskerne sælger deres fangst af fisk og rejer til fiskefabrikken Nuka a/s i Kangaatsiaq, der har en afdeling i bygden. Der fiskes hele året og der fanges sæler og fugle.
Der er et lille supermarked, sundhedscenter, skole med ni klassetrin, som også  benyttes til selskabs- og fritidsaktiviteter og en nyere kirke med vinduer, der leder lyset direkte ned til alteret. 
Kirken ligger i Kangaatsiaq Præstegæld og blev indviet 1974. Den har 200 siddepladser og orgelet er et harmonium.
Attu Helistop havde i 2008 195 afrejsende passagerer fra flyvepladsen fordelt på 45 starter.